# Shin seiki Evangelion - Kōtetsu no girlfriend 2nd
Shin seiki Evangelion - Kōtetsu no girlfriend 2nd (新世紀エヴァンゲリオン 鋼鉄のガールフレンド2nd?, Shin seiki Evangerion - Kōtetsu no gārufurendo sekando, lett. "Neon Genesis Evangelion - Fidanzata d'acciaio - Secondo"), conosciuto anche come Neon Genesis Evangelion: Girlfriend of Steel 2nd e Neon Genesis Evangelion: Iron Maiden 2nd, è un videogioco prodotto dalla Gainax ed ispirato ai personaggi dell'anime Neon Genesis Evangelion. Il gioco è disponibile in giapponese per Windows, Mac OS, macOS, PlayStation 2 e PlayStation Portable.

## Modalità di gioco
Il gioco prende spunto dall'universo alternativo presentato nel ventiseiesimo episodio della serie televisiva Neon Genesis Evangelion. Il giocatore controlla il personaggio di Shinji Ikari, il protagonista della serie originale, nella sua vita quotidiana fra casa, scuola ed amici in una pacifica Neo Tokyo-3.
Ogni personaggio presente nella serie originale di Evangelion fa la sua apparizione nel videogioco, ma in alcuni casi la loro caratterizzazione è completamente differente. Misato Katsuragi nel videogioco è una popolare insegnante della classe di Shinji Ikari, mentre Ritsuko Akagi è l'infermiera della scuola (entrambe hanno comunque anche la loro occupazione alla Nerv). Asuka Sōryū Langley è un'amica di infanzia di Shinji, Kaworu Nagisa è un enigmatico playboy e migliore amico di Shinji e Rei Ayanami è un'iperattiva studentessa proveniente da un'altra scuola.
Benché il titolo del gioco suggerisca che si tratti di un sequel della precedente visual novel legata ad Evangelion, Girlfriend of Steel, la storia del videogioco ne è completamente indipendente. Il gameplay dei due giochi invece è identico. Rispetto al precedente Girlfriend of Steel, questo nuovo capitolo è completamente doppiato dai seiyū della serie originale. Il gioco contiene anche elementi tipici dei simulatori di appuntamenti ed include tre personaggi con cui è possibile uscire (Rei, Asuka e Kaworu). A dispetto del fatto che si tratti di un universo parallelo sono comunque alcuni elementi della serie originale: i plugsuit, citazioni delle ricerche di Gendō Ikari per creare un essere umano artificiale, i sentimenti di Ritsuko per Gendo e riferimenti agli angeli ed agli Evangelion.

## Il manga
Un manga shōjo spin-off del gioco è stato pubblicato sulla rivista Monthly Asuka a partire dal novembre 2003. Il manga, disegnato da Fumino Hayashi è stato successivamente raccolto in sei tankōbon.